# Élection présidentielle islandaise de 1960

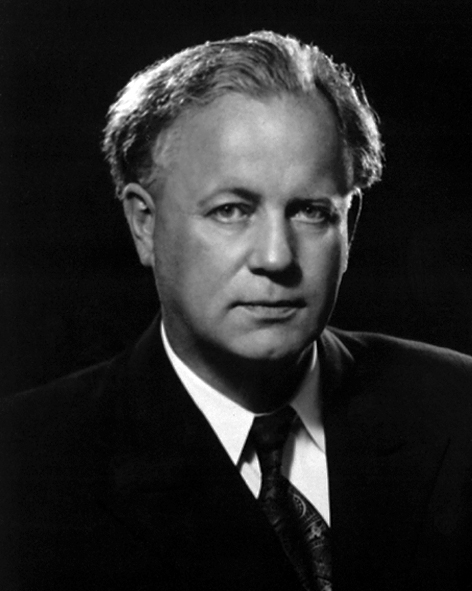
Ásgeir Ásgeirsson, réélu sans opposant en 1960.

Une élection présidentielle devait avoir lieu en 1960 en Islande. Néanmoins, face à l'absence d'opposants, le Président élu en 1952, Ásgeir Ásgeirsson, a été reconduit pour la seconde fois sans élection.